# Ayvalı, Darende
Ayvalı là một thị trấn thuộc huyện Darende, tỉnh Malatya, Thổ Nhĩ Kỳ. Dân số thời điểm năm 2011 là 3.229 người.